# Stranka europskih konzervativaca i reformista
Stranka europskih konzervativaca i reformista (engl. European Conservatives and Reformists Party, skraćeno ECR Party) konzervativna je i euroskeptična europska politička stranka.
Stranka je osnovana 1. listopada 2009. godine, nakon osnivanja kluba zastupnika Europski konzervativci i reformisti (ECR) u Europskom parlamentu. Vodstvo stranke predstavlja Upravni odbor, koji čine predstavnici svih političkih stranaka koje su članice. Hrvatski član Upravnog odbora stranke je Marko Milanović Litre.
Izvršni odbor stranke čine predsjednica stranke Giorgia Meloni (trenutačna predsjednica Vlade Italije), potpredsjednik stranke Jorge Buxadé (španjolski zastupnik u Europskom parlamentu), te potpredsjednik stranke Radosław Fogiel (član Parlamenta Poljske).
Članovi Stranke europskih konzervativaca i reformista dio su kluba Europskih konzervativaca i reformista u Europskom parlamentu. 
Najviše zastupnika ECR stranke u EP dolazilo je iz britanske Konzervativne stranke, od 2009. godine do Brexita. Trenutačno najviše zastupnika ECR stranke u EP dolaze iz talijanske stranke Braća Italije Giorgie Meloni (24 zastupnika), poljske stranke Pravo i pravda (20 zastupnika), te španjolske stranke Vox (6 zastupnika).

## Povijest
Stranka europskih konzervativaca i reformista osnovana je kao Savez europskih konzervativaca i reformista (ACRE) dana 1. listopada 2009. godine. Prvi kongres ACRE-a održan je u Varšavi, 8. lipnja 2010.[nedostaje izvor]
Nedavno je ECR doživio daljnji pomak prema konzervativnoj desnici s prihvaćanjem stranaka Braća Italije, nizozemskog Foruma za demokraciju, španjolskog Vox-a i Švedskih demokrata kao članova 2019. godine.
U travnju 2023. Stranka Finaca pridružila se kao posljednja članica ECR-ove skupine u Europskom parlamentu.

## Vodstvo
Stranka europskih konzervativaca i reformista dosad je imala 2 predsjednika:
| Broj | Slika | Ime            | Vodstvo       | Stranka                             | Država članica |
| ---- | ----- | -------------- | ------------- | ----------------------------------- | -------------- |
| 1.   |       | Jan Zahradil   | 2009. – 2020. | Građanska demokratska stranka (ODS) | Češka          |
| 2.   |       | Giorgia Meloni | 2020. – danas | Braća Italije (FdI)                 | Italija        |

## Članice

### Punopravne članice
| Država     | Stranka | Stranka                                                               | Status             |
| ---------- | ------- | --------------------------------------------------------------------- | ------------------ |
| Bugarska   |         | Bugarski nacionalni pokret (VMRO)                                     | izvanparlamentarna |
| Hrvatska   |         | Hrvatski suverenisti                                                  | oporba             |
| Češka      |         | Građanska demokratska stranka (ODS)                                   | vladajuća          |
| Njemačka   |         | Mi građani (WB)                                                       | izvanparlamentarna |
| Italija    |         | Braća Italije (FdI)                                                   | vladajuća          |
| Latvija    |         | Nacionalni savez (NA)                                                 | oporba             |
| Litva      |         | Izborna akcija Poljaka u Litvi – Savez kršćanskih obitelji (LLRA–KŠS) | oporba             |
| Luksemburg |         | Stranka alternativnih demokratskih reformi (ADR)                      | oporba             |
| Poljska    |         | Pravo i pravda (PiS)                                                  | oporba             |
| Rumunjska  |         | Prava alternativa (AD)                                                | oporba             |
| Slovačka   |         | Sloboda i solidarnost (SaS)                                           | oporba             |
| Španjolska |         | Vox                                                                   | oporba             |
| Švedska    |         | Švedski demokrati (SD)                                                | potpora vladi      |

### Partneri
| Država                 | Stranka | Stranka                              | Status             |
| ---------------------- | ------- | ------------------------------------ | ------------------ |
| Albanija               |         | Republikanska stranka Albanije (PR)  | oporba             |
| Bjelorusija            |         | Stranka narodne fronte (BPF)         | zabranjena         |
| Izrael                 |         | Likud – Nacionalni liberalni poket   | vladajuća          |
| Sjeverna Makedonija    |         | Narodna Partija (VMRO)               | izvanparlamentarna |
| Srbija                 |         | Dosta je bilo (DJB)                  | izvanparlamentarna |
| Ujedinjeno Kraljevstvo |         | Ulsterska unionistička stranka (UUP) | oporba             |
| SAD                    |         | Republikanska stranka (GOP)          | oporba             |